# 1988년 동계 올림픽 소련 선수단
1988년 동계 올림픽 소련 선수단은 1988년 2월 13일부터 2월 28일까지 캐나다 캘거리에서 열린 1988년 동계 올림픽에 참가한 올림픽 소련 선수단이다. 이 대회는 1991년에 소련이 해체되면서 소련 선수단이 마지막으로 참가한 동계 올림픽 대회이다.
소련은 이 대회에서 메달 29개를 획득하면서 1976년에 획득한 메달 수 27개의 기록을 경신하면서 소련이 참가한 역대 동계 올림픽 대회 중 가장 많은 메달을 획득한 대회가 되었다. 또한 금메달 수는 1976년 대회보다 2개 적은 11개를 획득하여 소련의 역대 두 번째로 많은 금메달을 획득한 대회가 되었다.

## 메달 집계

### 종목별 메달 획득 현황
| 종목 | 1  | 2  | 3 | 합계 |
| 합계 | 10 | 10 | 6 | 26   |

### 메달리스트
| 메달 | 이름 | 종목 | 세부 종목 | 날짜 (현지시간 기준) |
| ---- | ---- | ---- | --------- | -------------------- |